# 新托马斯主义
新托马斯主义（又称新经院哲学）是20世纪出现的一股基督教思潮。新托马斯主义者具有较强的宗教情感，但与渊源者托马斯·阿奎那相比，从上帝所受到的“启示”是极为有限的，代表人物有法国哲学家雅克·马里顿、艾蒂安·吉尔森。
其支派最大特点是能够适应不断变化的社会条件，以自然理性的语言来为上帝之存在（存在本身之存在）做出说明，并针对现代社会的现状，沿着经院哲学“信仰寻求理解”的基本架构，寻求信仰与理性一致、宗教与科学一致的理论体系。

## 特徵
新托马斯主义价值观有如下几个基本特征：
1. 客观唯心主义是新托马斯主义的基本价值观。新托马斯主义认为价值是一种超现实世界的规范和理想，把价值归结为一种客观精神，归结为上帝，上帝是新托马斯主义价值观的前提、中心和归宿。
2. 调和、折衷是新托马斯主义价值观的表现形式。新托马斯主义为适应新的时代需要，克服以往理论的片面性，在积极寻求与其它意识形态对话、吸取其它学派的思想精华的过程中，在形式上试图把人与神、人间与天国、科学与宗教、理性与信仰调和起来，这是在中世纪宗教神学的基础上作了重要推进。
3. 新托马斯主义的价值观亦包含了非理性主義、超功利主義。[1]

## 參看
- 基督教
- 宗教